# Frans Francken I

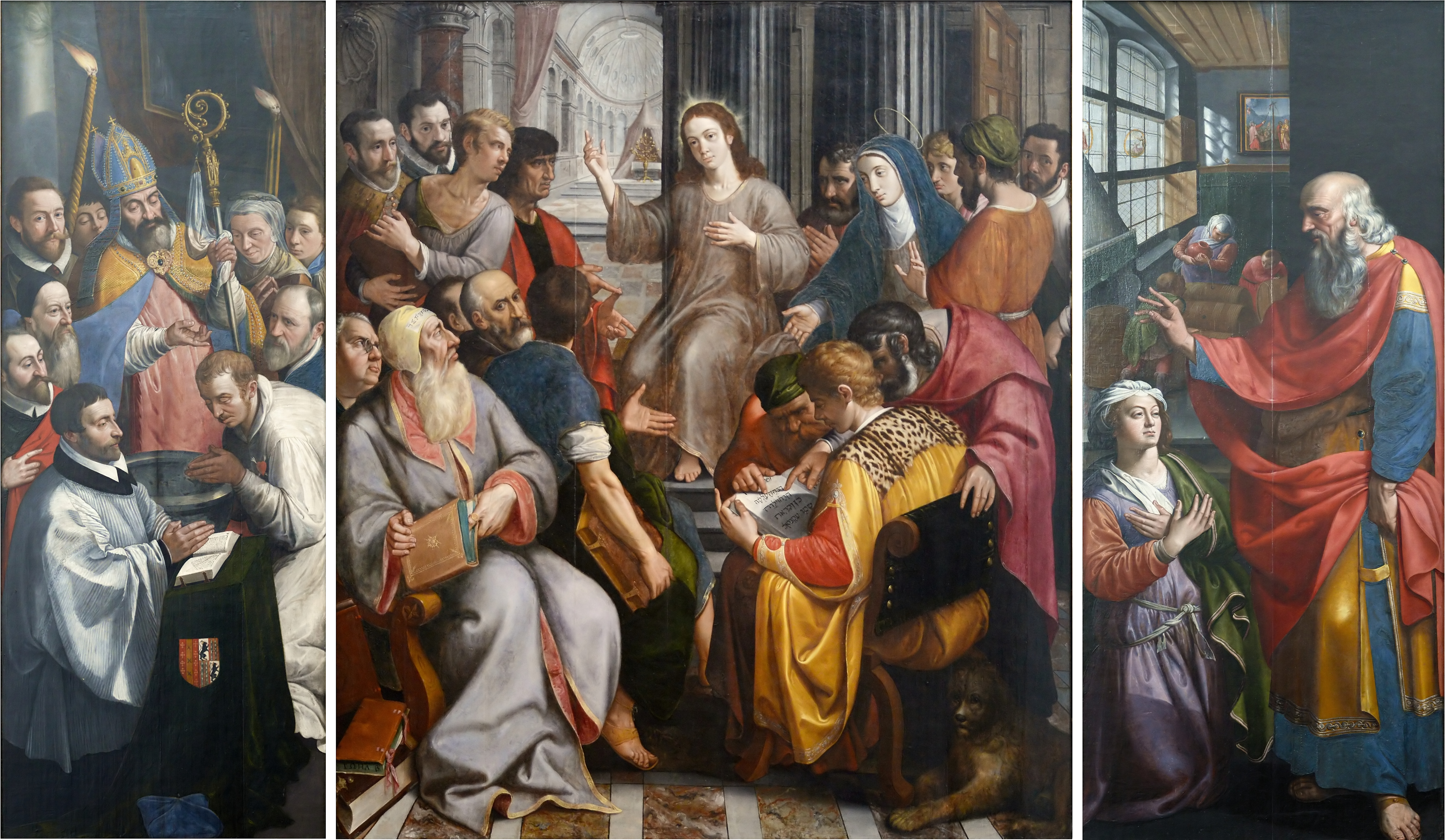
Tríptico de Cristo entre los escribas, 1587, Catedral de Amberes.

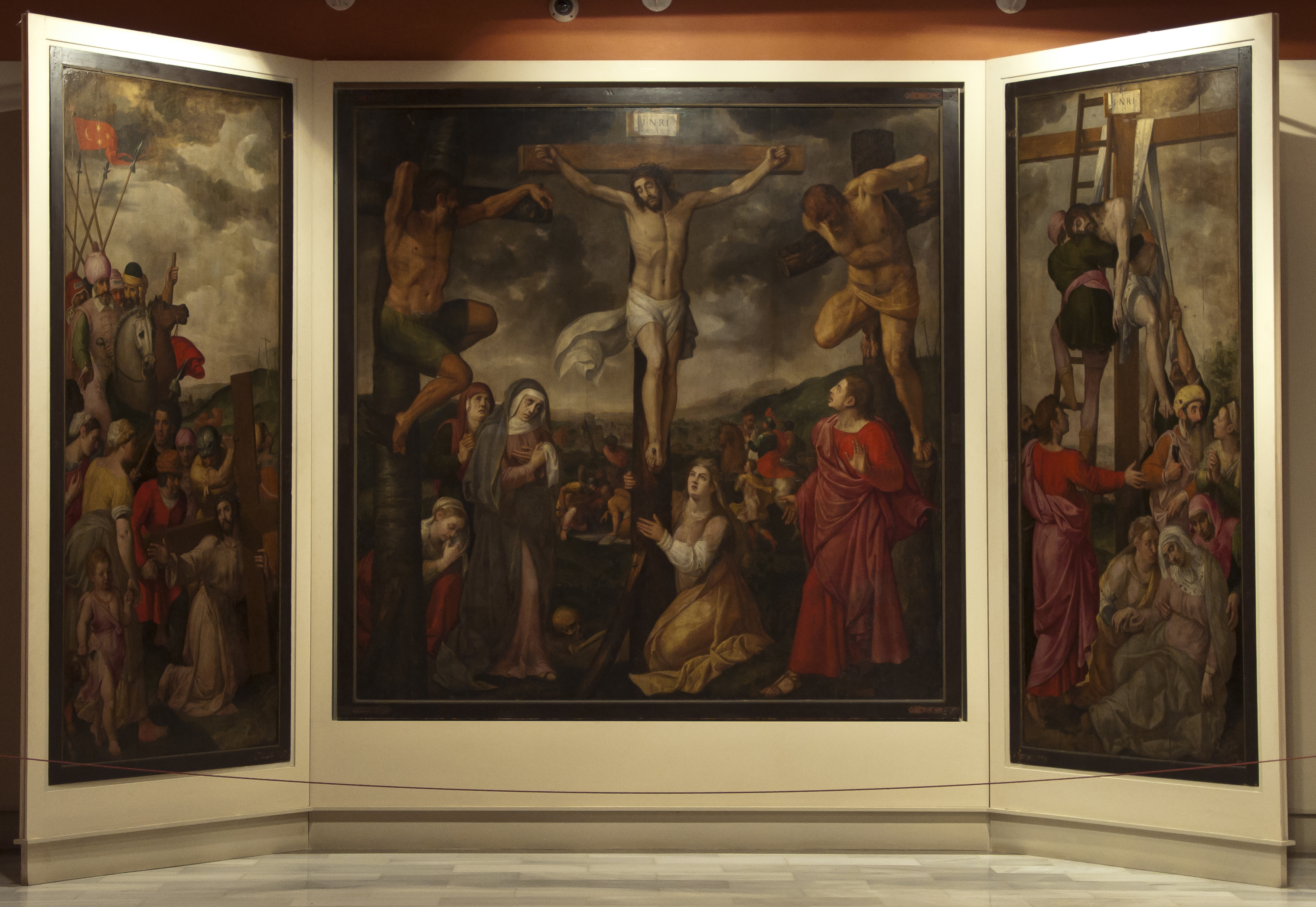
Tríptico del Calvario, 285 x 283 cm, Sevilla, Museo de Bellas Artes.

Frans Francken I fue un pintor flamenco nacido en Herentals (Bélgica) en 1542 y fallecido en Amberes el 2 de octubre de 1616, se le conoce también como Frans Francken el Viejo.

## Biografía y obra
Perteneció a una gran familia de pintores formada por su hermano Hieronymus Francken I y sus hijos Frans Francken II o Frans Francken el Joven y Hieronymus Francken II. A veces se han producido confusiones sobre la identidad de cada uno de ellos por la similitud de los nombres.
Su actividad se centró en la ciudad de Amberes, existe constancia de su ingreso como maestro en el gremio de pintores de la ciudad en 1567, convirtiéndose en decano del mismo en 1587. Se le considera junto a Marten de Vos, uno de los pintores más importantes en la ciudad de Amberes en el periodo de la contrarreforma, en estos años recibió numerosos encargos para sustituir a los retablos pictóricos destruidos durante el periodo iconoclasta.
Entre sus trabajos principales, podemos encontrar La Última Cena (1581), pintada para la Catedral de Gante y su obra maestra Cristo entre los Escribas (1587) panel central de un tríptico realizado para la Catedral de Amberes, donde se demuestra su habilidad como retratista.
Realizó también pequeñas obras de gabinete de las que pocas han sobrevivido, sin embargo este género fue muy cultivado por sus hijos Frans Francken II y Hieronymus Francken II.